# Computer Othello
Computer Othello (jap. コンピューターオセロ Konpyūtā Osero) ist ein im Jahre 1978 erschienenes Arcade, entwickelt und veröffentlicht von Nintendo. Das Spiel zählt neben Block Fever zu den ersten Arcade-Spielen, die Nintendo entwickelte, nachdem sie eine Spielkonsole namens Color TV-Game 6 und sämtliche andere Arcade-Spiele veröffentlichten. Das Spiel wurde 1978 ausschließlich in Japan veröffentlicht. Eine Heim-Version des Videospiels wurde im Jahr 1980 für die Computer TV-Game (コンピューターTVゲーム Konpyūtā Terebi Gēmu), eine der ersten Konsolen, die Nintendo veröffentlichten, die keine externe Software benötigte, veröffentlicht.

## Spielprinzip
Computer Othello ist eine minimalistische Adaption des klassischen Brettspiels Reversi, oder alternativ bekannt unter dem Namen Othello (siehe Computer-Othello). Der Bildschirm ist durchgehend schwarz mit einem grünen Rastermuster, um senkrecht und waagerecht Othello-Teile einzusetzen. Computer Othello hatte je nur zehn farbige Knöpfe und keinen Joystick für den Spieler.